# Grand Prix de l'Escaut féminin 2024
Pour la course masculine, voir Grand Prix de l'Escaut 2024.
La 4e édition du Grand Prix de l'Escaut féminin a lieu le mercredi 3 avril 2024. La course fait partie du calendrier international féminin UCI 2024 en catégorie 1.1. Elle est remportée par la Néerlandaise Lorena Wiebes. 

## Présentation

### Parcours
Au départ de Schoten, dans la banlieue anversoise, le parcours long de 130,5 km débute par une partie en ligne, puis se conclut par trois tours d'un circuit local de 17 kilomètres comprenant notamment le secteur en pavés de la Broekstraat (1 700 m) et une arrivée sur la Churchilllaan à Schoten.

### Équipes
| Unknown team category |
|                       |

## Récit de la course
Un peloton d'une soixantaine de coureuses se présente pour la victoire au sprint à Schoten. La grande favorite Lorena Wiebes s'impose pour la quatrième fois en autant d'éditions et demeure ainsi la seule gagnante au palmarès de cette course anversoise.

## Classements

### Classement final
| \| Classement général \| Classement général \| Classement général \| Classement général \| Classement général \| \| Coureuse \| Coureuse \| Pays \| Équipe \| Temps \| \| ------------------ \| ------------------ \| ------------------ \| -------------------------- \| ------------------ \| \| 1re \| Lorena Wiebes \| Pays-Bas \| SD Worx-Protime \| 3 h 12 min 00 s \| \| 2e \| Charlotte Kool \| Pays-Bas \| Team dsm-firmenich PostNL \| + 0 s \| \| 3e \| Martina Fidanza \| Italie \| Ceratizit-WNT Pro Cycling \| + 0 s \| \| 4e \| Sofie van Rooijen \| Pays-Bas \| VolkerWessels \| + 0 s \| \| 5e \| Mirre Knaven \| Pays-Bas \| AG Insurance-Soudal NXTG \| + 0 s \| \| 6e \| Marthe Truyen \| Belgique \| Fenix-Deceuninck \| + 0 s \| \| 7e \| Elisa Balsamo \| Italie \| Lidl-Trek \| + 0 s \| \| 8e \| Chiara Consonni \| Italie \| UAE Team ADQ \| + 0 s \| \| 9e \| Katrijn De Clercq \| Belgique \| Lotto Dstny Ladies \| + 0 s \| \| 10e \| Nienke Veenhoven \| Pays-Bas \| Team Visma \\| Lease a Bike \| + 0 s \| |                   |          |                            |                 |
| |                   |          |                            |                 |
| Source : ProCyclingStats |                   |          |                            |                 |
| Classement général |                   |          |                            |                 |
| Coureuse | Coureuse          | Pays     | Équipe                     | Temps           |
| 1re | Lorena Wiebes     | Pays-Bas | SD Worx-Protime            | 3 h 12 min 00 s |
| 2e | Charlotte Kool    | Pays-Bas | Team dsm-firmenich PostNL  | + 0 s           |
| 3e | Martina Fidanza   | Italie   | Ceratizit-WNT Pro Cycling  | + 0 s           |
| 4e | Sofie van Rooijen | Pays-Bas | VolkerWessels              | + 0 s           |
| 5e | Mirre Knaven      | Pays-Bas | AG Insurance-Soudal NXTG   | + 0 s           |
| 6e | Marthe Truyen     | Belgique | Fenix-Deceuninck           | + 0 s           |
| 7e | Elisa Balsamo     | Italie   | Lidl-Trek                  | + 0 s           |
| 8e | Chiara Consonni   | Italie   | UAE Team ADQ               | + 0 s           |
| 9e | Katrijn De Clercq | Belgique | Lotto Dstny Ladies         | + 0 s           |
| 10e | Nienke Veenhoven  | Pays-Bas | Team Visma \| Lease a Bike | + 0 s           |

### Points UCI
| Position           | 1er | 2e | 3e | 4e | 5e | 6e | 7e | 8e | 9e | 10e | 11e | 12e | 13e à 15e | 16e à 25e |
| Classement général | 125 | 85 | 70 | 60 | 50 | 40 | 35 | 30 | 25 | 20  | 15  | 10  | 5         | 3         |